# The Soul Survivors
The Soul Survivors was een Amerikaanse soul- en r&b-band.

## Bezetting
- Charlie Ingui (zang)
- Richie Ingui[3] (geb. als Richard Ingui in Manhattan; 15 november 1947 - 13 januari 2017) (zang)
- Kenny Jeremiah[4] (zang)
- Joe Forgione (drums)
- Paul Venturini (orgel)
- Chuck Trois (gitaar)
- Jerry leaver (zang, gitaar, percussie, keyboards)

- Edward Leonetti (gitaar)
- John (Beedo) Dzubak sr. (drums)
- Billy Collins (bas)
- Ralph Capobianco (drums, percussie (was een van de latere drummers))
- Sal Rota (keyboards)
- Novac Noury (Jerry Noury) (orgel en bas sinds 1966)

## Geschiedenis
The Soul Survivors speelden eerst samen in New York als The Dedications, ontdekt door het lid Kenny Jeremiah, die diverse singles publiceerde onder deze naam in 1962 en 1964. Ze aanvaardden de naam The Soul Survivors in 1965. Ze tekenden bij Crimson Records in Philadelphia, die hun contacteerden met het songwriter/producentenduo Gamble & Huff. Expressway to Your Heart werd regionaal een nummer 1-hit in Philadelphia en New York in de herfst van 1967 en bereikte een 4e plaats in de nationale Billboard Hot 100. De song bleef 15 weken in de hitlijst en er werden meer dan een miljoen exemplaren van verkocht.
De daaropvolgende single werd Explosion in Your Soul, die niet echt succesvol was. De derde publicatie Impossible Mission (1969) werd ook slechts een bescheiden hit. Ze stopten enkele jaren met spelen, maar herstartten met een andere bezetting in 1972. Ze hadden een enkele hit in 1974, City of Brotherly Love. Tijdens de jaren 1970 verloor de band hun platencontract en hun manager en werd de band uiteindelijk ontbonden.
Charlie Ingui werd tuinarchitect, Richie Ingui werd huisschilder, Paul Venturini werd restaurateur en drummer Joe Forgione werd eigenaar van een autozaak. Het was op dit moment dat ze werden vermeld in de Steely Dan-song Hey Nineteen. In 1987 begonnen de Inqui-broers sporadisch concerten te spelen als de oorspronkelijke Soul Survivors en tekenden een contract in 1991 bij Society Hill Records. Net als in 2006 speelden ze sporadisch op afspraak in de oostelijke Verenigde Staten.
Chuck Trois nam ook een solosingle op bij A&M Records in augustus 1969 met als A-kant Mr. Holmes en als B-kant A National Band.
Richie Ingui overleed op 13 januari 2017 op 69-jarige leeftijd aan hartfalen.

## Discografie

### Singles
Crimson Records
- 1967: Expressway to Your Heart / Hey Gyp
- 1967: Explosion in Your Soul / Dathon's Theme
- 1968: Impossible Mission (Mission Impossible) / Poor Man's Dream

Atco Records
- 1968: Turn Out the Fire / Go Out Walking
- 1969: Mama Soul / Tell Daddy
- 1970: Still Got My Head / Temptation 'Bout to Get Me

TSOP Records
- 1974: City of Brotherly Love / The Best Time Was the Last Time
- 1974: What It Takes / Virgin Girl
- 1975: Lover to Me / Your Love

Philadelphia International Records
- 1976: Happy Birthday, America, Pt. 1 / Happy Birthday, America, Pt. 2

### Albums
- 1967: When the Whistle Blows Anything Goes (Crimson Records)
- 1969: Take Another Look (Atco Records)
- 1974: Soul Survivors (TSOP Records)
- 1997: Expressway to Your Heart (Collectables Records)